# 馬爾萬一世
馬爾萬一世（阿拉伯文：‎，約623年—685年），奧瑪亞哈里發國第四代哈里發（684年—685年在位）。他是穆阿威叶一世的堂弟，在穆阿威叶一世的孙子穆阿威叶二世死后，继承哈里發大統。

## 家族
馬爾萬生于约公元623-626年。他的家族属于古莱什部落巴努伍麦叶支（Banu Umayya），他的父親哈卡姆·本·阿比·阿拉斯是第三代正統哈里發奥斯曼·本·阿凡的叔父。馬爾萬认识先知穆罕默德并被认为是后者的圣伴。馬爾萬至少有10个儿子，包括阿卜杜勒-麥立克、阿卜杜勒-阿齊茲、穆罕默德、奥马尔（Umar）、阿卜杜勒-拉赫曼（'Abd al-Rahman）、Uthman和Ubayd Allah等人。他还有至少2个女儿，阿卜杜勒-阿齐兹和阿卜杜勒-拉赫曼的同母妹妹Umm Uthman，和阿卜杜勒-麥利克的同母妹妹Umm 'Amr。此外，馬爾萬有10个兄弟以及10个侄子。